# Убойный футбол
«Убо́йный футбо́л» (иер. трад. 少林足球, упр. 少林足球, ютпхин: Siu³lam⁴ zuk¹kau⁴, йель: Siulàhm jūkkàuh, кант.-рус.: Сиулам чуккхау, пиньинь: Shàolín zúqiú, палл.: Шаолинь цзуцю, буквально: «Шаолиньский футбол») — кинофильм режиссёра, продюсера, сценариста и актёра Стивена Чоу.

## Сюжет
Син (Стивен Чоу) является мастером шаолиньского кунг-фу. Его целью в жизни становится донести до современного общества всю духовную и практическую пользу этого боевого искусства. Для популяризации кунфу он пробует различные методы (например, комедийные песни и танцы), но все они не дают положительного результата. Затем он встречает «Золотоногого» Фэна (Фуна), легендарного в своё время в Гонконге футболиста, которому пришлось покинуть спорт из-за предательства Сюна, своего бывшего товарища по команде, а ныне — богатого бизнесмена.
Син рассказывает Фэну о своих намерениях популяризовать кунфу, но тот остаётся незаинтересованным. Позже Фэн наблюдает «футбольный поединок» Сина с хулиганами, в котором Син с лёгкостью одерживает победу, и, поражённый силой «Железной ноги», предлагает ему создать футбольную команду. Син, заинтригованный идеей соединения кунфу с футболом, решает собрать своих бывших «шестерых братьев Шаолинь» и сформировать команду под управлением Фэна.
Син встречает Мэй (Муй) (Вики Чжао), пекарщицу, использующую тайцзи в выпечке пирогов «маньтоу». На Сина производит впечатление её техника. Несмотря на её непривлекательность, Син регулярно приходит к ней в пекарню, и даже приглашает присмотреть дорогое платье в универмаге, ведь скоро прославится и станет богатым. Скоро она привязывается к Сину и даже преображается для него. Когда Мэй раскрывает свои чувства, Син отвергает её, сказав, что не хочет ничего большего, чем дружба. Это событие, вкупе с постоянными издевательствами властной начальницы, заставляет Мэй исчезнуть.
Воссоединив шестерых братьев, которые с тех пор предались насыщенной, отстранённой от кунг-фу жизни, Син и Фэн пытаются создать непобедимую команду. Для того, чтобы сделать из них настоящих футболистов, Фэн приглашает на поединок команду из местных бандитов (с некоторыми из них Син сталкивался ранее), но тех не интересовал футбол, и они жестоко избили команду «Шаолинь» на глазах у тренера. Тот ничего не предпринял, проверяя свою команду на прочность. Когда всё казалось потерянным, Син помог братьям пробудить своё былое мастерство, после чего они и победили. Некоторые из бандитов даже попросились в команду к шаолиньцам. Син разрешил им, тем самым пополнив профессиональный состав.
Команда «Шаолинь» входит в открытый чемпионат кубка Гонконга, где они быстро проходят в полуфинал, а затем в финал. В финале они встречаются с командой «Дьяволов», тренером которой и является Сюн. Сюн планирует завоевать Кубок, накачав своих игроков анаболиками, предоставляющими им сверхчеловеческие силу и скорость и делающими их практически неуязвимыми. Команда «Дьяволов» оказалась вторым достойным соперником шаолиньцам, продемонстрировав нечеловеческую силу и выносливость. «Пустая рука» и «Железная рубашка» получают серьёзные травмы во время матча, часть команды сбегает во время перерыва, и команде не хватает игроков. И вот на поле выходит Мэй, обрившая голову и выдавшая себя за запасного игрока шаолиньцев.
В ходе подготовки к своей последней атаке нападающий «Дьяволов» прыгает в небо и вызывает тёмные демонические силы, превращая мяч в светящийся огненный шар. Мэй использует тайцзи, чтобы защититься от угрозы, и каналы её ци формируют символ инь-ян. Мэй перенаправляет атаку, передавая мяч Сину после его удара мяч вылетает в поле с такой силой, что создаёт горизонтальный торнадо, который сносит всё на своем пути (включая одежду усиленного вратаря). Мяч пролетает через стойки ворот «Дьяволов» и уничтожает половину стадиона. Команда «Шаолинь» выигрывает турнир.
Сюна лишают титула председателя футбольной лиги и отправляют в тюрьму на пять лет, команда «Дьяволов» дисквалифицирована из футбольной лиги за допинг. Син женился на Мэй, они открыли свою школу кунг-фу. Люди во всём мире начинают изучать и практиковать шаолиньское кунг-фу в своей повседневной жизни, и мечта Сина, наконец, сбывается.

## В ролях
- Стивен Чоу — Син( «Железный удар»), мастер кунг-фу, капитан «Шаолинской команды»
- Чжао Вэй — Мэй, пекарь магазина «Сладкие булочки», новый вратарь «Шаолинской команды»
- Нг Ман-Тат — тренер Фунг («Золотоногий»), бывший футбольный чемпион
- Карен Мок — игрок №11 команды «Драконы»
- Сесилия Чун — игрок №7 команды «Драконы»

## Награды
Гонконгская кинопремия
- Победитель: Лучшие фотографии
- Победитель: Лучший режиссёр (Стивен Чоу)
- Победитель: Лучший актёр (Стивен Чоу)
- Победитель: Лучший актёр второго плана (Хуан Ифэй)
- Победитель: Лучшие звуковые эффекты
- Победитель: Лучшие спецэффекты
- Победитель: Выдающийся молодой директор (Стивен Чоу)
- Номинация: Лучшая экшн-хореография
- Номинация: Лучшая кинематография
- Номинация: Лучший дизайн костюмов
- Номинация: Лучший монтаж
- Номинация: лучший сценарий
- Номинация: Best Original Film Score
- Номинация: Best Original Song[1]

Golden Bauhinia Awards
- Победитель: Лучшие фотографии
- Победитель: Лучший актёр (Стивен Чоу)
- Победитель: Лучший актёр второго плана (Хуан Ифэй)[2]